# براچا ال اتینگر
براچا ال اتینگر (عبری: ברכה אטינגר, ברכה ליכטנברג-אטינגר‎؛ زادهٔ ۲۳ مارس ۱۹۴۸) نقاش، عکاس، و فیلسوف فرانسوی-اسرائیلی است.
او به عنوان یکی از شاخص‌ترین نظریه پردازان و هنرمندان فمینیست فرانسوی شناخته می‌شود.